# Hugh Gaitskell
Pour les articles homonymes, voir Gaitskell.
Hugh Todd Naylor Gaitskell est un homme politique britannique membre du Parti travailliste, né le 9 avril 1906 à Kensington en Londres et mort à Londres le 18 janvier 1963. Il est chef du Parti travailliste de 1955 à sa mort.

## Biographie
Hugh Gaitskell étudie au Winchester College et au New College de l'Université d'Oxford, où il obtient son diplôme en 1927 avec un diplôme combiné en philosophie, politique et économie. En 1933/1934, il est chargé de cours à l'Université de Vienne, où il entre en contact avec Ludwig von Mises, entre autres. Gaitskell est également témoin des luttes de février et des débuts de l'État corporatif, qui font de lui un fervent partisan de la démocratie parlementaire et un social-démocrate réformiste. 
Au cours de la Seconde Guerre mondiale, Gaitskell travaille au Ministère de l'Économie de guerre dirigé par Hugh Dalton comme secrétaire particulier. Pour son service pendant la guerre, il reçoit le CBE en 1945. Lors des élections de la Chambre des communes de 1945, qui se soldent par une nette victoire des travaillistes, il entre au Parlement en tant que député de Leeds South et est ensuite l'assistant personnel de Dalton, qui est nommé chancelier de l'Échiquier. Dès 1947 Gaitskell est ministre du Combustible et de l'Énergie. En 1950 il est nommé Chancelier de l'Échiquier succédant à Stafford Cripps. Il occupe ce poste jusqu'au retour des conservateurs au gouvernement en 1951. Il devient chef du Parti travailliste en 1955 après la démission de Clement Attlee, battant Aneurin Bevan. Il est considéré par certains comme « le meilleur premier ministre qui ne l'a jamais été ».
En 1959, on s'attendait à une victoire du Parti travailliste, mais des doutes sur la faisabilité d'une augmentation des pensions et une campagne très réussie menée par Harold Macmillan sous le slogan « Vivre avec les conservateurs est mieux, ne laissez pas le Labour vous détruire » conduisirent au succès conservateur.
Gaitskell est l'un des premiers modernisateurs de son parti, mais il tente sans succès de modifier la section IV du programme du parti, qui prévoyait de vastes nationalisations. En revanche, il résiste avec succès aux tentatives de fixation d'une position unilatérale du parti travailliste sur les questions d'armement nucléaire ; il a d'abord perdu un vote, mais a déclaré : « Je vais me battre, me battre et me battre encore pour sauver le parti que j'aime. »
Gaitskell est mort d'un début soudain de la maladie auto-immune lupus érythémateux. Harold Wilson, un représentant de l'aile gauche, lui succède.
Après sa mort, son épouse Dora Gaitskell est nommée pair à vie en 1964 en tant que baronne Gaitskell, d'Egremont dans le comté de Cumberland à la Chambre des lords jusqu'à sa mort en 1989.
Hugh Gaitskell est un ancien membre du comité directeur du groupe Bilderberg.